# Oskarshamns kommun
Oskarshamns kommun är en kommun i Kalmar län. Kommunens centralort är staden Oskarshamn.
Större delen av kommunen utgörs av ett flackt sluttande urbergsområde, längst i norr övergår det dock i ett sprickdalslandskap. Den inre delen av kommunen är klädd med morän och bevuxen med barrskog med inslag av lövskog. Till kommunen hör Oskarshamns skärgård med omkring 6 000 öar. Kommunen har en lång industritradition och Oskarshamns hamn har också varit viktig för det lokala näringslivet. 
Fram till 1975 var befolkningstrenden positiv men vände därefter och befolkningen minskade sakta. Sedan 2015 har trenden återigen varit positiv. 
Kommunen har en lång tradition av socialdemokratiskt styre. Mandatperioden 2018–2022 styrs kommunen av Socialdemokraterna i koalition med Moderaterna.

## Administrativ historik
Kommunens område motsvarar socknarna: Döderhult, Kristdala och Misterhult. I dessa socknar bildades vid kommunreformen 1862 landskommuner med motsvarande namn. I området fanns också Oskarshamns stad från 1856, som 1863 bildade en stadskommun. 
Figeholms köping bildades 1878 genom en utbrytning ur Misterhults landskommun. Påskallaviks municipalköping inrättades 1924 och upplöstes vid utgången av 1955. 
Vid kommunreformen 1952 uppgick Figeholms köping i Misterhults landskommun medan kommunerna i övrigt kvarstod oförändrade.
1967 införlivade staden landskommunerna Döderhult, Kristdala och Misterhult. Oskarshamns kommun bildades vid kommunreformen 1971 genom en ombildning av Oskarshamns stad.
1972 överfördes till Oskarshamns kommun och Kristdala församling ett område med 236 invånare och en areal av 74,8 kvadratkilometer, varav 68,0 land, från Tuna församling i Vimmerby kommun.
Kommunen ingick från bildandet till 2005 i Oskarshamns domsaga och kommunen ingår sedan 2005 i Kalmar domsaga.

## Geografi
Kommunen ligger i östra Småland vid Kalmarsund. Kommunen gränsar till Hultsfreds kommun, Högsby kommun, Mönsterås kommun, Vimmerby kommun och Västerviks kommun.

### Topografi och hydrografi

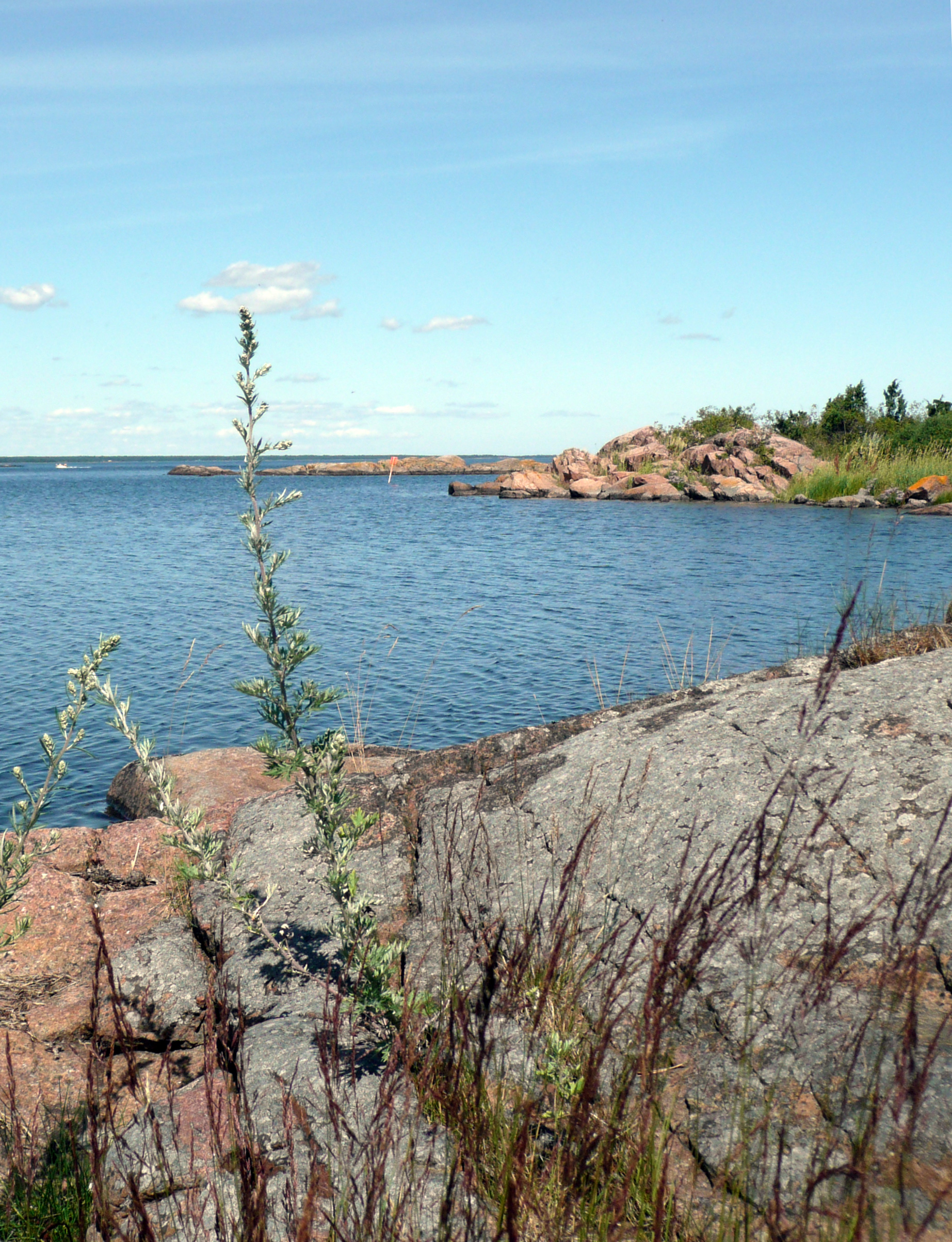
Utsikt från ö i skärgården utanför Oskarshamn.

Större delen av kommunen utgörs av ett flackt sluttande urbergsområde, längst i norr övergår det dock i ett sprickdalslandskap. I nordvästra delen når de högsta partierna drygt 100 meter över havet. Berggrunden består till största delen av granit men vid sjön Hummeln och i södra delen av kommunens skärgård finns sedimentära bergarter som kalksten och sandsten. De inre delarna av kommunen är klädd med morän och bevuxen med barrskog med inslag av lövskog. Vid sjön Götemar och I anslutning till Virån finns rullstensåsar.
Oskarshamns kommun är med sina omkring 6 000 öar Sveriges fjärde örikaste kommun efter Norrtälje, Värmdö och Östhammar.

### Naturskydd

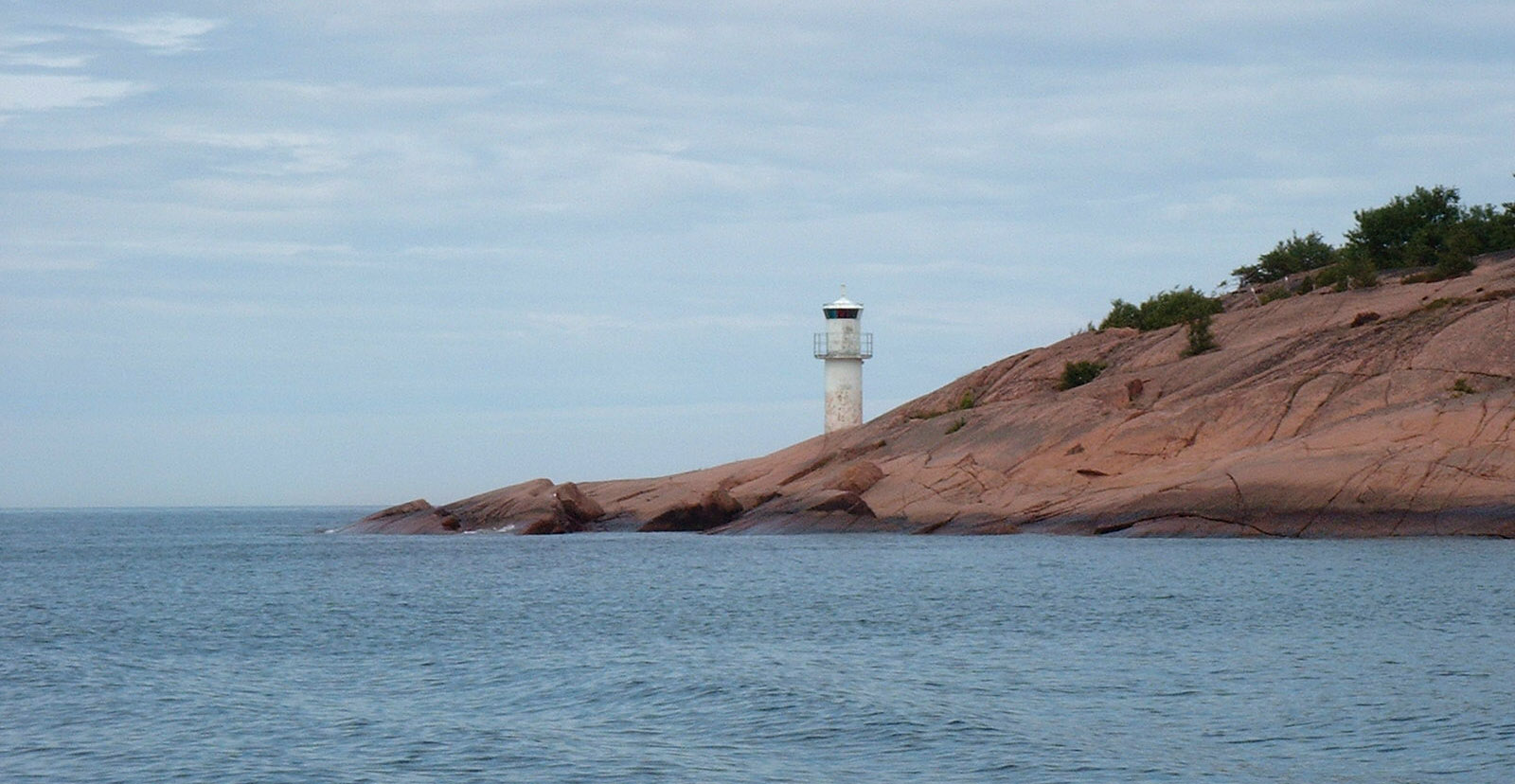
Blå Jungfrun.

10 sjömil utanför Oskarshamn ligger nationalparken Blå Jungfrun också kallad Blåkulla. Det är en 86,5 meter hög klippö dit häxorna enligt sägnen flyger på skärtorsdagen.
År 2022 fanns 28 naturreservat i Oskarshamns kommun liksom ett flertal Natura 2000-områden. Misterhults skärgård i norr är ett naturreservat som sträcker sig från Oskarshamns kärnkraftverk till Blankaholm.
Ostkustleden är en 16 mil lång vandringsled i kommunen.

### Administrativ indelning
Fram till 2016 var kommunen för befolkningsrapportering indelad i tre församlingar: Döderhults, Misterhults och Oskarshamns.

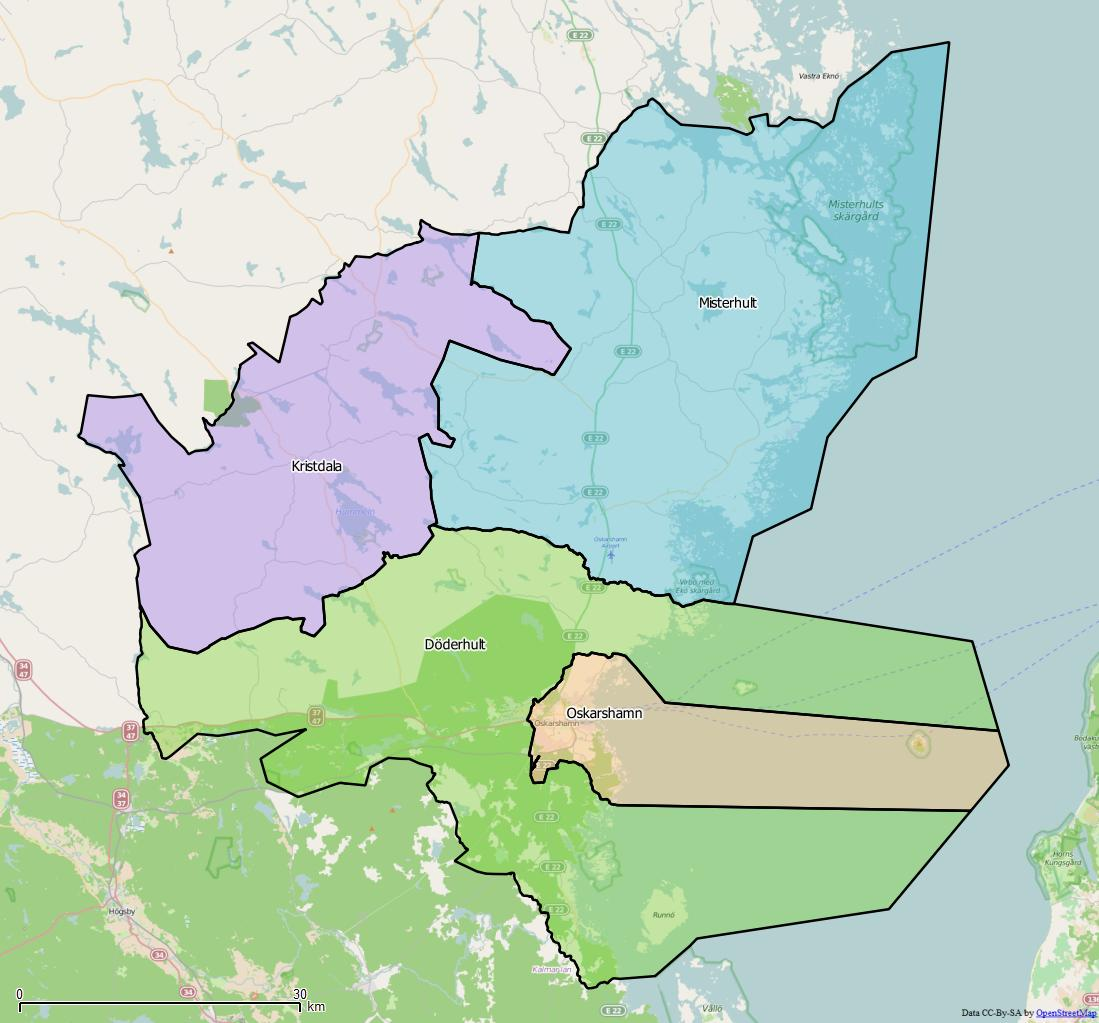
Distrikt inom Oskarshamns kommun

Från 2016 indelas kommunen istället i fyra distrikt: Döderhult, Kristdala, Misterhult och Oskarshamn.

### Tätorter
År 2020 bodde 85,3 procent av kommunens invånare i någon av kommunens tätorter, vilket var lägre än motsvarande siffra för riket där genomsnittet var 87,6 procent. Vid Statistiska centralbyråns tätortsavgränsning 2020 fanns det sju tätorter i Oskarshamns kommun. Centralorten är Oskarshamn.
I tabellen presenteras tätorterna i storleksordning per 2020. 
* En mindre del av Emsfors ligger i 
Mönsterås kommun. Siffran avser den del som ligger inom Oskarshamns kommun.

## Styre och politik

### Styre
I Oskarshamns kommun styr en koalition bestående av Socialdemokraterna och Moderaterna sedan valet 2018. Socialdemokraterna har sedan 1930 styrt kommunen och alltid innehaft ordförandeskapet i kommunstyrelsen.

### Kommunfullmäktige

#### Presidium
| Presidium 2022–2026    | Presidium 2022–2026 | Presidium 2022–2026         |
| ---------------------- | ------------------- | --------------------------- |
| Ordförande             | S                   | Yvonne Bergvall             |
| Förste vice ordförande | SD                  | Mattias Bäckström Johansson |
| Andre vice ordförande  | S                   | Catrin Alfredsson           |

#### Mandatfördelning 1970–2022
|  | 27 | 8 | 6 |  | 7 |

| 45 |

|  | 26 | 11 | 3 | 3 | 6 |

| 42 | 9 |

|  | 25 | 12 | 5 |  | 7 |

| 38 | 13 |

| 3 | 29 | 11 | 5 |  | 9 |

| 43 | 16 |

| 3 | 31 |  | 9 | 3 |  | 10 |

| 44 | 15 |

| 4 | 27 | 7 | 6 | 3 | 12 |

| 44 | 15 |

| 6 | 28 |  | 7 | 5 | 3 | 8 |

| 42 | 17 |

| 5 | 25 |  | 7 | 4 | 6 | 11 |

| 40 | 19 |

| 5 | 27 |  | 4 |  | 3 | 9 |

| 30 | 21 |

| 10 | 22 |  |  |  | 6 | 9 |

| 29 | 22 |

| 8 | 21 |  | 3 | 3 | 6 | 7 |

| 28 | 21 |

| 10 | 18 |  | 2 | 3 | 2 | 4 | 9 |

| 29 | 20 |

| 6 | 19 | 2 | 3 | 2 | 3 | 3 | 11 |

| 27 | 22 |

| 4 | 18 | 2 | 6 | 2 | 6 | 3 | 8 |

| 26 | 23 |

| 4 | 17 | 9 | 3 | 5 | 3 | 8 |

| 26 | 23 |

| 4 | 16 | 11 | 2 | 2 |  | 3 | 10 |

| 30 | 19 |

### Nämnder

#### Kommunstyrelse
| Presidium 2022–2026    | Presidium 2022–2026 | Presidium 2022–2026 |
| ---------------------- | ------------------- | ------------------- |
| Ordförande             | S                   | Andreas Erlandsson  |
| Förste vice ordförande | M                   | Lucas Lodge         |
| Andre vice ordförande  | SD                  | Leif Axelsson       |

#### Övriga nämnder
| Nämnd                   | Ordförande | Ordförande     | Förste vice ordförande | Förste vice ordförande | Andre vice ordförande | Andre vice ordförande |
| ----------------------- | ---------- | -------------- | ---------------------- | ---------------------- | --------------------- | --------------------- |
| Bildningsnämnden        | S          | Anton Sejnehed | M                      | Stefan Pettersson      | C                     | Charlotte Sternell    |
| Samhällsbyggnadsnämnden | M          | Robin Hanzl    | S                      | Marie Holmgren         | L                     | Per Tingström         |
| Socialnämnden           | M          | Rolf Lindström | S                      | Anita Hultgren         | KD                    | Andreas Englund       |
| Valnämnden              | S          | Siv Ekstrand   | L                      | Karl-Erik Gustavsson   |                       |                       |

Källa:

### Valresultat 2022
| Parti                            | Valdistrikt            | Valdistrikt | Kommun  |
| Parti                            | Starkaste              | Andel       | Andel   |
| -------------------------------- | ---------------------- | ----------- | ------- |
| S                                | Södertorn              | 47,71 %     | 32,19 % |
| SD                               | Fårbo-Misterhult       | 31,03 %     | 22,83 % |
| M                                | Kolberga-Mockebo       | 34,29 %     | 19,52 % |
| V                                | Kristineberg V         | 10,38 %     | 7,27 %  |
| KD                               | Fårbo-Misterhult       | 11,13 %     | 6,72 %  |
| KUST                             | Fårbo-Misterhult       | 6,50 %      | 4,45 %  |
| C                                | Kristdala-Bråbo-Ishult | 10,78 %     | 3,79 %  |
| L                                | Kolberga-Mockebo       | 4,10 %      | 2,41 %  |
| Data hämtat från Valmyndigheten. |                        |             |         |

Exklusive uppsamlingsdistrikt. Partier som fått mer än en procent av rösterna i minst ett valdistrikt redovisas.

## Ekonomi och infrastruktur

### Näringsliv
Kommunen har en lång industritradition. I början av 2020-talet dominerade företag som Scania CV AB som tillverkar lastbilshytter, Saft AB som tillverkar ackumulatorer, Elajoföretagen inom elbranschen och ABB AB Figeholm som tillverkar isolationsmaterial. På Simpevarpshalvön finns OKG Aktiebolag som driver Oskarshamnsverket och som är ansvarig för driften av Svensk Kärnbränslehantering AB som har ett centralt mellanlager för använt kärnbränsle. Hamnen har också varit viktiga för det lokala näringslivet.

### Infrastruktur

#### Transporter
Kommunen genomkorsas av Europaväg 22 från söder till norr och Riksväg 23 Från väster in mot centralorten. Genom kommunen löper även järnvägen Nässjö–Oskarshamn.
Järnvägen mellan Nässjö och Oskarshamn började byggas 1869 och den första sträckan blev Berga–Oskarshamn och 1873 kunde invånarna i Eksjö ta tåget till Nässjö och tvärt om. Året därpå stod banan klar i sin fulla sträckning mellan Nässjö och Oskarshamn. Den var en av Sveriges tidiga enskilda järnvägar och var i privat drift fram till 1946 då banan förstatligades och Statens järnvägar tog över. Från april 2005 till december 2011 var sträckan Berga–Oskarshamn utan trafik men i december 2011 återupptogs persontrafiken även på den del av sträckan. Fram till december 2014 trafikerades sträckan i sin helhet, men därefter har persontrafiken på sträckan varit helt still. I november 2018 gick färre än 10 avgångar på sträckan Nässjö–Eksjö per dag. På resten av sträckan gick det inga persontåg alls.
I kommunen finns Oskarshamns hamn som bland annat har en omfattande färjetrafik till Visby på Gotland.

#### Utbildning

##### Grundskolor
År 2024 fanns följande grundskolor där det sammanlagt gick omkring 3 100 elever:
- Bockaraskolan Åk F–6
- Figeholmskolan Åk F–2
- Fårboskolan Åk 3–6
- Kristdalaskolan Åk F–6
- Kristinebergskolan Åk F–9
  - med Anpassad grundskola Kristineberg i anslutning
- Misterhultsskolan (Friskola) Åk F–6
- Norra skolan Åk F–6
- Påskallavikskolan Åk F–6
- Rödsleskolan ÅK F–9
  - med Anpassad grundskola Rödsle i anslutning
- Saltvikskolan Åk F–3
- Vallhallaskolan ÅK F–9

##### Gymnasium och Komvux
År 2024 fanns ett kommunalt gymnasium, Oscarsgymnasiet, med femton nationella program, individuella program och anpassad gymnasieskola. På Oscarsgymnasiet fanns även Komvux, Lärvux och Svenskundervisning för invandrare (SFI) fanns.
I kommunen fanns även det eltekniska gymnasiet Etec som ursprungligen startades av mekanik- och energiföretaget Elajos men som 2020 såldes till tre av skolans anställda.

##### Annan vuxenutbildning
För eftergymnasiala studier fanns Nova som erbjöd högskolekurser.
Det finns även Oskarshamns folkhögskola som erbjuder behörighetsgivande kurser för dem utan gymnasieutbildning, yrkesutbildningar, särskilda musikkurser och Arbetsförmedlingens uppdragsgivna kurser. Dessutom fungerar skolan som en konferensanläggning med restaurang och uthyrningsrum.

## Befolkning

### Demografi

#### Befolkningsutveckling
Kommunen har 26 923 invånare (31 december 2024), vilket placerar den på 99:e plats avseende folkmängd bland Sveriges kommuner.
| Befolkningsutvecklingen i Oskarshamns kommun 1970–2020 | Befolkningsutvecklingen i Oskarshamns kommun 1970–2020 | Befolkningsutvecklingen i Oskarshamns kommun 1970–2020 | Befolkningsutvecklingen i Oskarshamns kommun 1970–2020 | Befolkningsutvecklingen i Oskarshamns kommun 1970–2020 |
| ------------------------------------------------------ | ------------------------------------------------------ | ------------------------------------------------------ | ------------------------------------------------------ | ------------------------------------------------------ |
|                                                        |                                                        |                                                        |                                                        |                                                        |
| År                                                     |                                                        |                                                        | Folkmängd                                              |                                                        |
| 1970                                                   | 1970                                                   |                                                        | 25 747                                                 |                                                        |
| 1975                                                   | 1975                                                   |                                                        | 28 007                                                 |                                                        |
| 1980                                                   | 1980                                                   |                                                        | 28 037                                                 |                                                        |
| 1985                                                   | 1985                                                   |                                                        | 27 605                                                 |                                                        |
| 1990                                                   | 1990                                                   |                                                        | 27 271                                                 |                                                        |
| 1995                                                   | 1995                                                   |                                                        | 27 211                                                 |                                                        |
| 2000                                                   | 2000                                                   |                                                        | 26 349                                                 |                                                        |
| 2005                                                   | 2005                                                   |                                                        | 26 247                                                 |                                                        |
| 2010                                                   | 2010                                                   |                                                        | 26 163                                                 |                                                        |
| 2015                                                   | 2015                                                   |                                                        | 26 450                                                 |                                                        |
| 2020                                                   | 2020                                                   |                                                        | 27 147                                                 |                                                        |

## Kultur

### Kulturarv
År 2022 fanns fyra byggnadsminnen i kommunen: Fredriksbergs herrgård, Stenvillan, Ishults tingshus och Oskarshamns järnvägsstation.

### Kommunvapen
Blasonering: Sköld fyrstyckad: 1. i blått fält hans Maj:t Konung Oskar I:s monogram av guld; 2. i fält av guld ett blått ankare; 3. i fält av guld en blå merkuriestav; 4. i blått fält ett ymnighetshorn av guld.
Sedan köpingen Döderhultsvik år 1856 blivit stad fick orten ett nytt namn efter den regerande konungen, vars monogram också infogades i stadsvapnet. I övrigt framställdes vapnet under åren i olika varianter tills det fastställdes för Oskarshamns stad 1942. Landskommunerna Döderhult och Misterhult antog under 1950-talet egna vapen. Efter kommunbildningen registrerades vapnet för den nya kommunen i PRV år 1974.

Döderhults landskommun (1951–1966)
Misterhults landskommun (1954–1966)